# Klockhuis d'Eecke
Pour les articles homonymes, voir Klockhuis.
Le klockhuis d'Eecke, est un clocher-tour élément du petit patrimoine de la commune de Eecke, situé dans le cimetière qui jouxte l'église Saint-Wulmar. Il a fait l’objet d’une inscription au titre des monuments historiques le 17 février 1989.

## Présentation
Klockhuis (klokhuis en néerlandais) signifie simplement maison des cloches. Il s'agit d'un clocher un peu particulier: une grande tour en bois charpentée, qui abrite deux cloches et annonçaient autrefois les offices religieux, les événements de la vie municipale ou sonnaient le tocsin tout comme le beffroi des villes.
En 1659, la tour située au milieu de l’église s’effondre; un nouveau clocher tour est reconstruit sur le devant de l’église en 1661-1662. Cette proximité vis-à-vis de l’église est jugée trop dangereuse, un incendie enflammerait les deux édifices. En 1783, le klockhuis est donc déplacé d’une vingtaine de mètres à l’aide de rouleaux de bois. 
Le son des cloches déstabilisait le bâtiment, déréglant même l’horloge ; aussi, en 1787, un charpentier eut l’idée de caler la tour à l’aide de grandes poutres placées en croix sur deux flancs.
Le klockhuis d'Eecke avec celui d'Hardifort, sont les deux derniers des Flandres françaises, ceux de Flêtre, Winnezeele, Berthen, et Wallon-Cappel ayant été détruits.
L'église ne possédant de fait aucun clocher, c'est le klockhuis qui soutient la girouette et qui est orné de deux horloges.